# Vestia
Vestia é um género botânico pertencente à família Solanaceae..